# Douékiré
Douékiré is een gemeente (commune) in de regio Timboektoe in Mali. De gemeente telt 18.100 inwoners (2009).